# نبرد جده (۱۸۱۳)
نبرد جده در ۱۸۱۳ میلادی در غرب شبه جزیره عربستان واقع در بندر جده (به ترکی:Cidde) رخ داد. این نبرد بخشی از جنگ عثمانی و سعودی به حساب می‌آید. ارتشی از امپراتوری عثمانی به فرماندهی طوسون پاشا از مدینه به سوی جده حرکت کرد؛ همزمان، ارتشی به فرماندهی محمد علی پاشا از مصر رسید. نیروهای مصری شهر را بلافاصله تسخیر کردند و حاکم شهر را به عنوان زندانی به استانبول فرستادند. چند روز بعد، این نیروها توانستند مکه را نیز فتح کنند. سلطان محمود دوم عثمانی بار دیگر غالب افندی را به عنوان شریف حجاز منصوب کرد.